# Prvenstvo Anglije 1950
Prvenstvo Anglije 1950 v tenisu.

## Moški posamično
Budge Patty :  Frank Sedgman, 6-1, 8-10, 6-2, 6-3

## Ženske posamično
Louise Brough :  Margaret Osborne duPont, 6-1, 3-6, 6-1

## Moške dvojice
John Bromwich /  Adrian Quist :  Geoff Brown /  Bill Sidwell, 7–5, 3–6, 6–3, 3–6, 6–2

## Ženske dvojice
Louise Brough /  Margaret Osborne duPont :  Shirley Fry /  Doris Hart, 6–4, 5–7, 6–1

## Mešane dvojice
Louise Brough  /  Eric Sturgess :  Pat Canning /  Geoff Brown, 11–9, 1–6, 6–4